# Vladimir Bure
Vladimir Valer'evič Bure (in russo Владимир Валерьевич Буре?; Noril'sk, 4 dicembre 1950 – Miami, 4 settembre 2024) è stato un nuotatore sovietico, dal 1992 russo.

## Biografia
Specializzato nello stile libero, vinse tre medaglie alle olimpiadi di Monaco 1972: l'argento nella staffetta 4x100 m sl e il bronzo nei 100 m sl e nella staffetta 4x200 m sl. Vinse inoltre il bronzo nella staffetta 4x200 m sl a Città del Messico 1968.

## Palmarès
- Olimpiadi

Città del Messico 1968: bronzo nella staffetta 4x200 m sl.
Monaco di Baviera 1972: argento nella staffetta 4x100 m sl, bronzo nei 100 m sl e nella staffetta 4x200 m sl.
- Mondiali

1973 - Belgrado: argento nella staffetta 4x100 m sl.
1975 - Cali: argento nei 100 m sl.
- Europei

1970 - Barcellona: oro nella staffetta 4x100 m sl, argento nella 4x200 m sl e bronzo nella 4x100 m misti.
1974 - Vienna: argento nei 100 m sl e nella staffetta 4x100 m sl, bronzo nella staffetta 4x100 m misti.
1977 - Jönköping: argento nei 100 m sl e bronzo nella staffetta 4x100 m sl.